# Leptoiulus macrovelatus
Leptoiulus macrovelatus är en mångfotingart som beskrevs av Christoph D. Schubart 1934. Leptoiulus macrovelatus ingår i släktet Leptoiulus och familjen kejsardubbelfotingar. Inga underarter finns listade i Catalogue of Life.